# 民族主義者国民連合
民族主義者国民連合（みんぞくしゅぎしゃこくみんれんごう、英語: Nationalist People's Coalition、タガログ語: Koalisyong Makabayan ng Bayan、NPC）は、1992年に大統領候補者となったダンディング・コフアンコが創設したフィリピンの保守政党。

## 歴史

### 1992年
NPC 結成のきっかけは、1991年に、それまで国民党に所属していたリサール州の元知事イシドロ・ロドリゲスの率いる一派が、1992年の大統領選挙を前に、党首であり、副大統領であったサルバドール・"ドイ"・ラウレルと意見が対立して、党を離れたことにあった。NPCは、産業界を含む市民社会の一員として、「ダンディングの友 (Friends of Danding)」を自称し、フェルディナンド・マルコスのかつての盟友で、政治的大物であったダンディング・コフアンコに大統領選挙への出馬を要請し、元老院議員だったジョセフ・エストラーダが副大統領候補になった。コフアンコは、大統領選挙で3位に終わったが、エストラーダは地すべり的勝利をおさめた。

### 1998年
NPC は、1998年の大統領選挙において副大統領エストラーダを支持する政治組織として結成された民族主義フィリピン民衆の闘い (LAMMP) に参加した。2001年1月に、エストラーダが失脚すると、NPC は LAMMP から離脱した。 

### 2001年
グロリア・アロヨが大統領となり、フィリピンの国会では、彼女を支持する、ラカスCMDを中心とした選挙共闘であったピープルパワー連合が優勢になった。代議院では、75議席をもったラカスCMDを中心にサンシャイン連合が組まれ、61議席の NPC や、自由党をはじめ小規模政党の党員たちが、これに参加した。フィリピン民主の闘い (LDP) は、20議席をもつ野党連合の中心であった。
2003年、代議院で進められていた最高裁判所長官ヒラリオ・ダビデに対する弾劾が失敗した後、弾劾を支持していたおもに NPC 所属の議員たちが弾劾失敗に失望したことから、連合は崩れるだろうという噂が流れた。この噂は広まり、代議院議長のホセ・デベネシアに対して不満をもつ一派もあり、議長の交代を求める動きが出てくるだろうとも言われた。その後、NPC は、2004年の選挙では、選挙共闘から離脱すると宣伝し、さらには、野党側に転じるのではないかとも噂された。

### 2004年
2004年、LDP と NPC は、実業家ダンディング・コフアンコを、この年の大統領選挙における候補者として支持することにした。しかし、NPC の議長であったコフアンコは、選挙から撤退した。この年の選挙で NPC は、元老院には議席を得なかったが、代議院では 53議席を獲得した。